# Airspeed Ambassador
De Airspeed A.S.57 Ambassador was een tweemotorig Brits verkeersvliegtuig, dat voor het eerst vloog in 1947. Het was bedoeld om ingezet te worden op korte tot middellange routes en ingericht voor 28 tot 48 passagiers. Het was een van de laatste verkeersvliegtuigen die met zuigermotoren werd aangedreven. Het was een hoogdekker, met een bijna cirkelvormige romp en met drie staartvinnen, zoals bij de Lockheed Constellation.

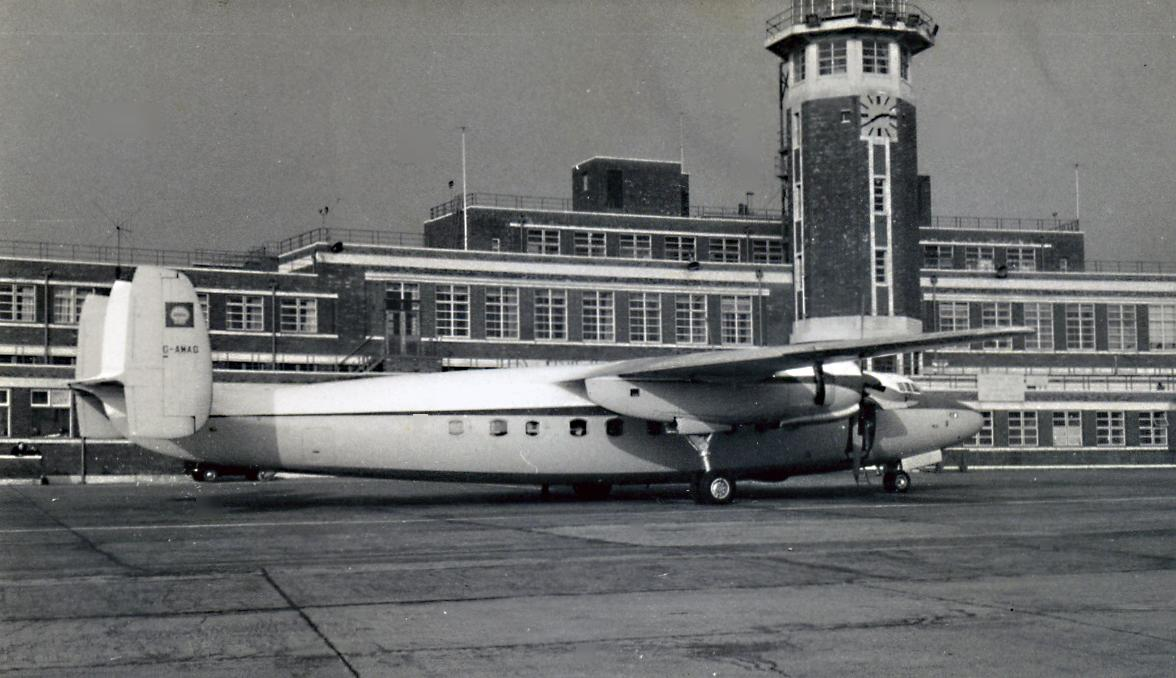
Een Ambassador op het vliegveld van Liverpool in 1961

Het toestel was ontworpen om tegemoet te komen aan een van de noden die de Commissie-Brabazon tijdens de Tweede Wereldoorlog had geformuleerd voor de naoorlogse Britse burgerluchtvaart, namelijk voor een "type II" dat de Douglas DC-3 moest vervangen op korte routes. Het uiteindelijke ontwerp viel groter uit dan de DC-3, en had een drukcabine.  Het Britse Ministry of Supply bestelde kort na de oorlog twee prototypes, aangeduid als Ambassador 1. Het eerste vloog op 10 juli 1947, het tweede op 26 augustus 1948. De prototypes werden aangedreven door motoren van het type Bristol Centaurus 631. Airspeed bouwde een derde prototype, dat in 1950 vloog en gebruikt werd om het certificaat van luchtwaardigheid te bekomen voor het type.
British European Airways (BEA) was de eerste, en enige, klant voor de Ambassador. De maatschappij maakte eind 1947 haar keuze bekend, en bestelde 20 exemplaren, geschikt voor 47 tot 49 passagiers. Deze productie-exemplaren hadden Bristol Centaurus 661-motoren. BEA vloog ermee van 1952 tot 1958 en noemde ze de "Elizabethan Class". Dan werden ze vervangen door modernere en snellere Vickers Viscount turboprops.
Op 6 februari 1958 verongelukte een Ambassador van BEA op de luchthaven van München-Riem, met aan boord het voetbalteam van Manchester United. Daarbij kwamen 23 personen om het leven, waaronder een aantal spelers en stafleden van de ploeg.
Ex-BEA Ambassadors vlogen daarna onder meer nog een aantal jaren voor de chartermaatschappijen Dan-Air, BKS Air Transport en Autair.
Plannen voor een militaire transportversie, aangeduid als de A.S.60 Ayrshire, gingen niet door, evenmin als die voor de A.S.59 Ambassador II met turbine-aandrijving.